# Caldwell (Kansas)
Caldwell é uma cidade localizada no estado americano de Kansas, no Condado de Sumner.

## Demografia
Segundo o censo americano de 2000, a sua população era de 1284 habitantes. 
Em 2006, foi estimada uma população de 1192, um decréscimo de 92 (-7.2%).

## Geografia
De acordo com o United States Census Bureau tem uma área de 
2,8 km², dos quais 2,8 km² cobertos por terra e 0,0 km² cobertos por água. Caldwell localiza-se a aproximadamente 348 m acima do nível do mar.

## Localidades na vizinhança
O diagrama seguinte representa as localidades num raio de 28 km ao redor de Caldwell. 